# Darod

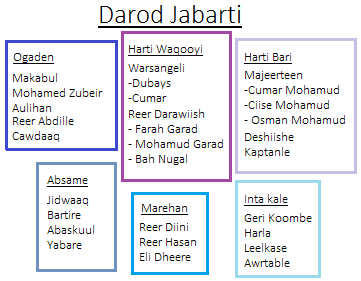
darod

De Darod, vormen een van de belangrijkste Somalische clans.

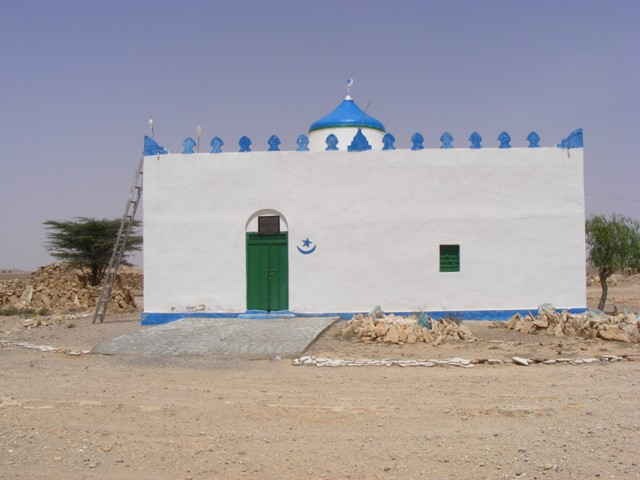
De graftombe van Darod in Haylaan.